# FlipTop
FlipTop — филиппинская баттл-лига. Основана в 2010 году рэпером Anygma.
FlipTop является самой крупной баттл-лигой на Филиппинах. Лига представляет филиппинский хип-хоп. На FlipTop оказали сильное влияние баттл-площадки Grind Time Now в США, King of the Dot в Канаде и Don’t Flop в Великобритании. По состоянию на январь 2023 года на канале FlipTop на YouTube более 7,3 млн подписчиков и более 2,3 млрд просмотров. По количеству просмотров и подписчиков FlipTop находится на первом месте в мире.
FlipTop в основном зарабатывает на продаже атрибутики и монетизации роликов на YouTube.

## Формат баттлов
Баттлы проводятся в три раунда с указанием времени для каждого участника, установленным судьёй. В случае ничьи проводится баттл в дополнительное время. Жеребьёвкой определяется, кто будет читать первый раунд. Разрешены как заранее написанные тексты, так и фристайл. Обе стороны могут также принести реквизит для мероприятия. Тагальский язык является основным на баттлах, хотя могут использоваться другие филиппинских языки или диалекты. Победитель определяется решением судей.
Под брендом FlipFlop существуют другие конференции, такие как филиппинская, бисайская, английская и так далее.
В FlipTop проводятся баттлы в трёх форматах: заранее написанный текст, фристайл, олдскул. Существуют также различные вариации рэп-баттлов: два на два, пять на пять, женские баттлы, межполовые баттлы, баттлы между двумя и более соперниками, баттлы с ограниченной аудиторией.

## Культурное влияние и критика
В первые дни работы FlipTop подвергался критике за использование обсценной лексики, насмешки и травлю, что побудило городское правительство Макати запретить рэп-баттлы на территории города. По прошествии времени мероприятия лиги получили признание, а официальный канал FlipTop на YouTube набрал более одного миллиона подписчиков, получив премию Golden Play Button Award, и более двух миллионов лайков на официальной странице в Facebook. После обретения успеха FlipTop появилось много других баттл-площадок, таких как Sunugan, Word War, Bolero Rap Battles, Bahay Katay, Flipshop, Flipcap и так далее. Из-за использования фристайла и рифмосложения некоторые учёные назвали филиппинские баттлы современным «балагтасаном» — поэтическими состязаниями 1924—1932 годов на Филиппинах, с чем некоторые филиппинские баттл-рэперы не согласились. Некоторые педагоги рассматривали FlipTop как филиппинскую литературу XXI века. Внимание филиппинских средств массовой информации привело к коммерческому успеху таких филиппинских баттл-рэперов как Abra, Loonie, Smugglaz, Shehyee и других. Также некоторые из фраз, произнесённых баттл-рэперами на баттлах, стали популярными фразами на Филиппинах.